# Þorsteinn Erlingsson
Þorsteinn Erlingsson (ur. 27 września 1858 w Fljótshlíð, zm. 28 września 1914 w Reykjavíku) – islandzki poeta, przedstawiciel romantyzmu. Urodził się w ubogiej rodzinie farmerskiej jako jeden z 13 dzieci Erlingura Pálssona i Þuriður Jónsdottir. Z powodu ubóstwa rodziny dorastał z babcią. W 1883 ukończył Menntaskólinn í Reykjavík i wyjechał do Kopenhagi na studia prawnicze, jednak nigdy ich nie ukończył. W 1895 wrócił do ojczyzny. Na przełomie wieków redagował gazetę. Od 1902 mieszkał w Reykjavíku, gdzie zmarł w 1914 na zapalenie płuc. Został pochowany na Hólavallagarður við Suðurgötu w stolicy Islandii. Był ateistą, humanistą i socjalistą. Krytykował monarchię i kapitalizm.
Był dwukrotnie żonaty: z pierwszą żoną, pochodzącą z Danii, nie miał dzieci, a z drugą, Guðrún Jónsdóttir (1878-1960), z którą wziął ślub w 1901, miał dwoje dzieci: córkę Svanhildur i syna Erlinga.

## Literatura dodatkowa
- Ólafur Björnsson. Ræður við jarðarför Þorsteins Erlingssonar. „Ísafold”. 77/1914, s. 1, 1914-10-08. ISSN 1670-1046. (isl.).
- Bjarki Bjarnason: Bók aldarinnar: íslensk bókmenntasaga, 1901-1950. Reykjavík: Iðnú, 1995, s. 86. ISBN 978-9979-831-35-8. (isl.).